# آلوین کورتس
آلوین کورتس (به انگلیسی: Alwyn Kurts) (زاده ۲۸ اکتبر ۱۹۱۵-درگذشته ۴ مهٔ ۲۰۰۰) بازیگر استرالیایی بود.
از فیلم‌های معروف او می‌توان به بازی در فیلم های تیم، اسپاتسوود اشاره کرد.